# الخاندرو گارسیا (بازیکن فوتبال، زاده ۱۹۹۴)
الخاندرو گارسیا (انگلیسی: Alejandro García؛ زادهٔ ۳۰ مارس ۱۹۹۴) بازیکن فوتبال اهل ایالات متحده آمریکا است.